# Chris Cohen
Christopher David "Chris" Cohen (* 5. März 1987 in Norwich) ist ein ehemaliger englischer Fußballspieler, der zuletzt bei Nottingham Forest spielte.

## Sportlicher Werdegang

### West Ham United
Chris Cohen wurde im Alter von sechs Jahren in die Jugendakademie von West Ham United aufgenommen. Bereits mit 16 Jahren lief er am 13. Dezember 2003 zum ersten für West Ham in der Football League Championship auf. Damit wurde er zum jüngsten Spieler seit 80 Jahren, der für die erste Mannschaft von West Ham United aufgelaufen ist. Während der Saison kam er noch zu sechs weiteren Einsätzen für seine Mannschaft, die am Ende Platz 4 belegte, jedoch nicht den Aufstieg in die Premier League schaffte. In der Saison 2004/05 bestritt Cohen insgesamt 14 Pflichtspiele für United und konnte mit seiner Mannschaft am Ende der Saison den Aufstieg in die Premier League feiern.

### Yeovil Town
Aufgrund der nunmehrigen Erstklassigkeit seiner Mannschaft, sah Cohen seine Einsatzchancen geschmälert und ließ sich an den Football-League-One-Verein Yeovil Town ausleihen. Er kam in seiner neuen Mannschaft gut zurecht, absolvierte 31 Ligaspiele und erzielte ein Tor. Da sich seine Situation in West Ham nicht geändert hatte, unterschrieb Cohen zu Beginn der Saison 2006/07 einen Zwei-Jahres-Vertrag in Yeovil. Dort entwickelte er sich schnell zum Führungsspieler und erzielte sechs Treffer in 44 Ligaspielen.

### Nottingham Forest
Im Juli 2007 wechselte Cohen zusammen mit Arron Davies für 1,2 Millionen Pfund zu Nottingham Forest. Chris Cohen unterschrieb für vier Jahre und kam in Nottingham schnell zurecht. Lediglich die ersten fünf Saisonspiele verpasste er aufgrund einer Verletzung aus der Vorbereitung, danach bestritt er sämtliche Pflichtspiele der Saison 2007/08 und hatte damit seinen Anteil am Aufstieg in die Football League Championship.
Auch in der Football League Championship 2008/09 kam Cohen (41 Spiele/2 Tore) glänzend zurecht und wurde nach Ablauf der Saison von den Fans von Nottingham zum Spieler der Saison gewählt. Aufgrund seiner beständig guten Leistungen wurde sein Vertrag bis 2013 verlängert. Durch den Klassenerhalt im letzten Jahr spielte Nottingham auch 2009/10 wieder in der zweithöchsten Liga und verpasste als Tabellendritter den Aufstieg nur knapp. Chris Cohen bestritt 44 Ligaspiele und erzielte drei Tore. In der Saison 2010/11 erreichte Cohen (42 Spiele/2 Tore) erneut das Play-off-Halbfinale, scheiterte jedoch wie im Vorjahr vorzeitig. Nachdem sich im Vorjahr der FC Blackpool durchgesetzt hatte, verlor Forest 2011 gegen den späteren Aufsteiger Swansea City.
Am 8. Oktober 2012 unterschrieb Chris Cohen einen neuen bis 2016 gültigen Vertrag in Nottingham.
Nach anhaltenden Verletzungsproblemen beendete Cohen am Ende der Saison 2017/18 seine aktive Karriere.